# Андрей Флорентийский
Андре́а Флорентийский, Андрей Флорентийский (итал. Andrea da Firenze, лат. Andreas de Florentia; XIV век — 1415 год) — итальянский композитор и органист. Один из видных представителей Ars nova в Италии, был знаком с Франческо Ландини. Сохранилось 30 его баллат, отличающихся оригинальностью и новаторством, особенно в использовании имитаций. Был членом ордена сервитов, в последние годы жизни возглавлял орден сервитов Тосканы.

## Биография
О жизни Андреа сохранилось сведений больше, чем о жизни других композиторов XIV века, поскольку он был членом ордена сервитов, записи которого по большей части сохранились до нашего времени.
Он вступил в орден в 1375 году, но неизвестно в каком возрасте. Одним из его первых действий для ордена было выполнение поручения — постройка органа для дома сервитов во Флоренции, для чего он нанял Франческо Ландини в качестве консультанта.
По всей видимости, он и Ландини успешно справились с поручением, поскольку в 1387 году Андреа получил похожее задание — постройка органа для кафедрального собора Флоренции. Имеется также запись о поручении в 1382 году для некоего «Маэстро Андреа» построить орган в Риети (небольшой город между Римом и Флоренцией), но относилось ли и это поручение к Андреа Флорентийскому — достоверно установить не удалось.
Андреа проявил себя также как один из руководителей ордена сервитов. В 1380 году Андреа стал приором сервитского монастыря Сантиссима-Аннунциата во Флоренции; в 1393 году он дополнительно был назначен приором монастыря Пистои. С 1407 по 1410 годы он возглавлял орден сервитов в Тоскане.

## Творчество
Все сохранившиеся музыкальные произведения, которые с высокой степенью достоверности могут считаться творениями Андреа Флорентийского, написаны в жанре баллаты. Из 30 баллат 18 написаны на два голоса, 12 — на три голоса. Сочинения Андреа сохранились, главным образом, в известном флорентийском нотном кодексе Скварчалупи (Squarcialupi Codex). В этой рукописи раздел с музыкой Андреа предваряется цветной миниатюрой, изображающей играющего на органе человека — вероятно, это изображение самого композитора.
По сравнению с музыкой Ландини музыка Андреа является драматической, беспокойной, иногда несвязной, содержит острые диссонансы для подчёркивания отдельных мест в поэтическом тексте.